# Tegn (symbol)
 For alternative betydninger, se Tegn. (Se også artikler, som begynder med Tegn)
Tegn dækker over mange tegnkategorier:
- Symboler noget konkret (en ting, et væsen, et dyr, en menneskelig figur eller lignende), som har en bogstavelig betydning i teksten, men som derudover også har en billedlig (overført; dvs metaforisk) betydning
  - Grafiktegn omfatter mange tegnkategorier:
    - Bogstaver
    - Cifre
    - Punktuation
    - Ideogram
    - Hieroglyf

Læren om tegn kaldes semiotik.
| Sprog | Spire Denne artikel om sprog er en spire som bør udbygges. Du er velkommen til at hjælpe Wikipedia ved at udvide den. |